# In Our Bones
 (novembre 2016).
Albums de Against The Current
Gravity
(2014)
Singles
1. Running with the Wild Things
Sortie : 4 février 2016
2. Runaway
Sortie : 25 février 2016
3. Wasteland
Sortie : 24 mars 2016
4. Young & Relentless
Sortie : 16 août 2016

In Our Bones est le premier album studio du groupe de pop rock américain Against The Current. L'album est sorti le 20 mai 2016.

## Tournée
Après la sortie d’In Our Bones, le groupe a immédiatement commencé la tournée pour promouvoir leur album en réalisant le « 2016 Vans Warped Tour ». Après le Warped Tour, ils s'embarquent dans un tour du monde appelé In Our Bones World Tour qui couvre l'Asie, l'Europe et l'Amérique du Nord pendant l'automne et l'hiver 2016.

## Liste des pistes
| 1.    | Running with the Wild Things | - Chrissy Costanza - Dan Gow - Will Ferri - Tom Schleiter - Audra Mae     | 3:43 |
| 2.    | Forget Me Now                | - Costanza - Gow - Ferri - Schleiter - Nick Long - Steve Aiello           | 3:01 |
| 3.    | Chasing Ghosts               | - Costanza - Gow - Ferri - Schleiter - Long                               | 3:30 |
| 4.    | One More Weekend             | - Costanza - Gow - Ferri - Schleiter - Nolan Sipe                         | 3:05 |
| 5.    | In Our Bones                 | - Costanza - Gow - Ferri - Schleiter - Alexandra Tamposi - Stephen Wrabel | 2:59 |
| 6.    | Young & Relentless           | - Costanza - Gow - Ferri - Schleiter - Andrew Jackson                     | 3:22 |
| 7.    | Runaway                      | - Costanza - Gow - Ferri - Schleiter - Long                               | 3:36 |
| 8.    | Brighter                     | - Costanza - Gow - Ferri - Schleiter - Aiello                             | 3:27 |
| 9.    | Wasteland                    | - Costanza - Gow - Ferri - Sipe - Andrew Goldstein                        | 3:25 |
| 10.   | Blood Like Gasoline          | - Costanza - Gow - Ferri - Schleiter - Drew Pearson                       | 3:18 |
| 11.   | Roses                        | - Costanza - Gow - Ferri - Schleiter - Long - Aiello                      | 3:38 |
| 12.   | Demons                       | - Costanza - Gow - Ferri - Schleiter - Michael SanFilippo                 | 3:24 |
| 40:28 |                              |                                                                           |      |

| 13. | Steal the Night | - Costanza - Gow - Ferri | 3:22 |
| 14. | Zombie          | - Costanza - Gow - Ferri | 3:04 |

## Membres du groupe
| Against the Current - Chrissy Costanza – chanteuse principale, compositrice - Dan Gow – guitariste, choriste, compositeur - Will Ferri – batterie, synthétiseur, choriste, compositeur | Autres musiciens - Stevie Aiello – piano et choriste (dans Brighter) | Production - Tommy English – production - Andrew Goldstein (en) – co-production pour Wasteland - Matt Dougherty – ingénieur - Neal Avron – mixage - Scott Skrzynski – assistant mixage |

## Classement
In Our Bones est classé 181e au US Billboard 200 chart, 15e dans le US Top Alternative Albums, et 20e du US Top Rock Albums. Au Royaume-Uni, l'album est classé 28e du top albums chart. À l'échelle internationale, l'album est également bien classé en Autriche, Belgique, Canada, France, Allemagne et en Suisse[réf. nécessaire].

### Charts
| Chart (2016)                       | Meilleure position |
| ---------------------------------- | ------------------ |
| UK Downloads Chart (OCC)           | 17                 |
| UK Physical Albums Chart (OCC)     | 29                 |
| UK Rock & Metal Albums Chart (OCC) | 2                  |
| UK Sales Chart (OCC)               | 20                 |
| US Top Album Sales (Billboard)     | 67                 |